# Prosopocoilus dentifer
 Prosopocoilus dentifer es una especie de coleóptero de la familia Lucanidae. Presenta las siguientes subespecies:
- Prosopocoilus dentifer dentifer
- Prosopocoilus dentifer doesburgi
- Prosopocoilus dentifer makkiensis
- Prosopocoilus dentifer parryi

## Distribución geográfica
Habita en la India y Nepal.